# RIZIN.31
Yogibo presents RIZIN.31（ヨギボー・プレゼンツ・ライジン・サーティーワン）は、日本の総合格闘技団体「RIZIN」の大会の一つ。
2021年10月24日に神奈川県横浜市ぴあアリーナMMで開催された。

## 概要
メインイベントでは、フェザー級タイトルマッチが行われ、挑戦者の牛久絢太郎が王者の斎藤裕にTKOで勝利を収め王座を獲得した。

## 対戦カード
第1試合 キックボクシングルール 51.0kg契約ワンマッチ 3分3R 肘あり
○  奥脇竜哉 vs.  老沼隆斗 ×
3R終了 判定2-0
第2試合 MMAルール 57.0kg契約ワンマッチ 5分3R
○  伊藤盛一郎 vs.  橋本薫汰 ×
2R 4:07 リアネイキッドチョーク
第3試合 MMAルール 57.0kg契約ワンマッチ 5分3R
×  中村優作 vs.  伊藤裕樹 ○
1R 4:52 TKO（左フック→パウンド)
第4試合 キックボクシングルール 53.5kg契約ワンマッチ 3分3R 肘あり
○  吉成名高 vs.  石川直樹 ×
1R 2:30 TKO（3ノックダウン）
第5試合 MMAルール 66.0kg契約ワンマッチ 5分3R
○  白川陸斗 vs.  山本琢也 ×
1R 3:48 KO（サッカーボールキック）
第6試合 MMAルール 66.0kg契約ワンマッチ 5分3R
○  中村大介 vs.  新居すぐる ×
1R 2:16 腕ひしぎ十字固め
第7試合 MMAルール 71.0kg契約ワンマッチ 5分3R
×  阿部大治 vs.  アキラ ○
2R 4:34 ノースサウスチョーク
第8試合 MMAルール 66.0kg契約ワンマッチ 5分3R
○  金原正徳 vs.  芦田崇宏 ×
2R 1:18 TKO（右ストレート→パウンド）
第9試合 MMAルール 120.0kg契約ワンマッチ 5分3R
○  スダリオ剛 vs.  SAINT ×
1R 1:51 KO（スタンドパンチ）
第10試合 女子MMAルール 49.0kg契約ワンマッチ 5分3R
×  浅倉カンナ vs.  大島沙緒里 ○
3R終了 判定1-2
第11試合 MMAルール 66.0kg契約ワンマッチ 5分3R
RIZINフェザー級タイトルマッチ
× 王者  斎藤裕 vs. 挑戦者  牛久絢太郎 ○
2R 4:26 TKO（膝蹴りによるドクターストップ）
※牛久が王座獲得に成功。第2代フェザー級王者となった。